# Bourse des Valeurs Mobilières de l’Afrique Centrale
Die Bourse des Valeurs Mobilières de l’Afrique Centrale (BVMAC) ist eine regionale, zentralafrikanische Wertpapierbörse mit Sitz in Douala. Sie beinhaltet die Märkte von Kamerun, der Zentralafrikanischen Republik, der Republik Kongo, Gabun, Äquatorialguinea und dem Tschad. Sie wurde im Juni 2003 von der  Zentralafrikanischen Wirtschafts- und Währungsgemeinschaft (frz.Communauté Économique et Monétaire de l’Afrique Centrale, abgekürzt CEMAC) gegründet und begann 2008 erstmals mit dem Handel. Im Jahr 2019 wurde sie mit der Douala Stock Exchange zu einer regionalen Gemeinschaftsbörse verschmolzen.

## Geschichte

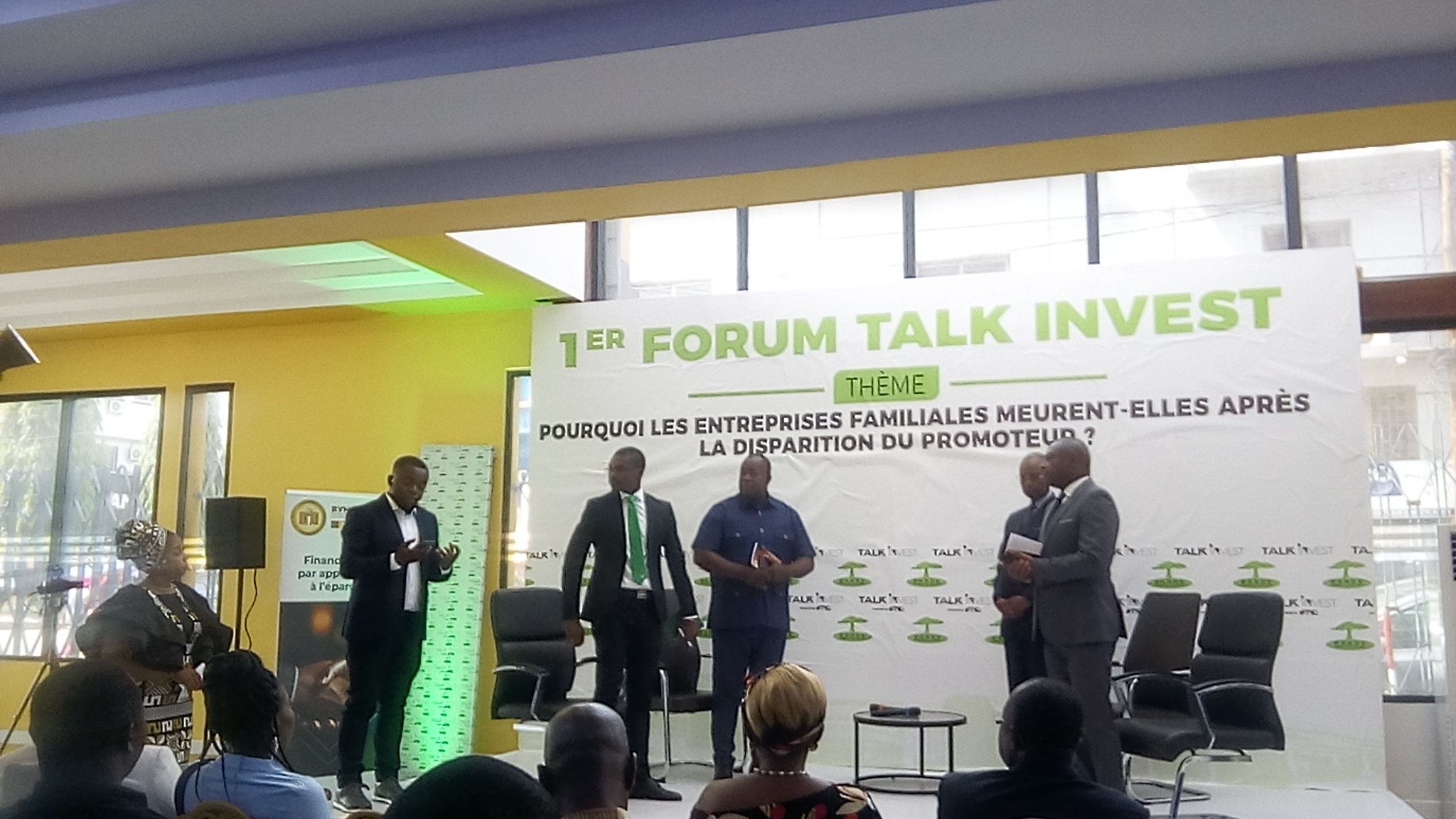
1. Ausgabe des Talk Invest Forums am 4. April 2025 an der Central African Stock Exchange (BVMAC) in Douala, Kamerun

In den 1990er Jahren wurde die CEMAC von einer Banken- und Finanzkrise heimgesucht, die etliche Kreditinstitute und Bankhäuser in die Knie zwang. Die Regierungen begannen damit, eine regionale Börse zu entwickeln, die Unternehmen den Zugang zu Kapital ermöglichen sollte. Nach einer von der BEAC im Jahr 1999 betreuten Machbarkeitsstudie begannen die Staatschefs der CEMAC 2001 mit dem Projekt einer regionalen Börse nach einer Zusammenkunft in N'Djaména und wählten Libreville als Sitz der Gemeinschaftsinstitution aus.
Parallel dazu entsteht das Projekt einer kamerunischen Wertpapierbörse. Die Behörden von Yaoundé waren davon überzeugt, dass sie ihre Wirtschaft mit einem Handelsplatz stärken würden. Daraus folgte die Gründung der Douala Stock Exchange im Jahr 2001.
Im Oktober 2017 luden die Staatschefs der Region zu einer in N’Djamena organisierten Veranstaltung und fusionierten die beiden in der CEMAC-Zone bestehenden Börsen. Diese Entscheidung wurde am 24. März 2018 am 24. März 2018 bestätigt.

## Mitgliedschaften
Die Börse ist Mitglied der African Securities Exchanges Association.